# Chipper Jones
Chipper Jones (* 24. April 1972 in DeLand, Florida; bürgerlicher Name Larry Wayne Jones Jr.) ist ein ehemaliger US-amerikanischer Baseballspieler in der Major League Baseball (MLB). Er spielte als Third Baseman für die Atlanta Braves. Er ist 1,93 Meter groß und wiegt 100 Kilogramm. 2018 wurde er in die Baseball Hall of Fame aufgenommen.

## Anfang der Karriere
Chipper war 1990 der erste Pick in der Amateur Draft. Nach 3½ Jahren in den Minors hatte er am 11. September 1993 sein Debüt bei den Atlanta Braves. Die Saison 1994 verpasste er wegen einer Knieverletzung. 1995 war er einer der besten Rookies, indem er die meisten RBI's, die meisten Spiele und die meisten Punkte unter den Rookies gemacht hatte. In den darauffolgenden Jahren galt er immer als einer der besten Schläger der Liga.

## MVP-Saison
Im Jahr 1999 wurde Chipper Jones zum MVP der National League gewählt. Während dieser Saison erreichte er einen Batting Average von .319 zu erreichen, 45 Home Runs und 41 Doubles zu schlagen, 110 RBI's zu bekommen, 116 Runs zu erzielen und 25 Bases zu stehlen.

## 2000 bis heute
2002 und 2003 spielte er im Left Field, damit Vinny Castilla auf der 3rd Base spielen konnte, bis er 2004 wegen einer Achillessehnenverletzung wieder auf der 3rd Base spielte. In derselben Saison schlug Jones am 16. August 2004 seinen 300. Homerun. 2006 wurde er der Atlanta Braves Spieler mit den meisten Hits und mit den meisten RBI's. Außerdem schlug er zum ersten Mal drei Home Runs in einem Spiel. Vor Beginn der Saison 2012 erklärte er, dass er am Ende der Saison zurücktreten würde.

## Erfolge
- TSN Rookie of the Year
- 8× All-Star (1996, 1997, 1998, 2000, 2001, 2008, 2011, 2012)
- National League MVP (1999)
- National League Batting Champion (2008)
- 2× Silver Slugger
- 4× NL Spieler der Woche
- 8 Saisons hintereinander mit 100+ RBI's
- Meiste Homeruns in einer Saison von einem Switch Hitter